# San Michele di Ganzaria
San Michele di Ganzaria es una localidad italiana de la provincia de Catania, región de Sicilia, con 3.717 habitantes.

Ubicación de la ciudad de San Michele di Ganzaria dentro de la provincia de Catania.

## Evolución demográfica
| Gráfica de evolución demográfica de San Michele di Ganzaria entre 1861 y 2001 |
|                                                                               |
| Fuente ISTAT - elaboración gráfica de Wikipedia                               |